# Rio Jaburu
Rio Jaburu är ett vattendrag i Brasilien.   Det ligger i delstaten Tocantins, i den centrala delen av landet, 500 km nordväst om huvudstaden Brasília.
Trakten runt Rio Jaburu består i huvudsak av gräsmarker. Trakten runt Rio Jaburu är nära nog obefolkad, med mindre än två invånare per kvadratkilometer.